# Pavol Macháček
Pavol Macháček (másképp Pavel; Holics, 1887. március 25. – Holics, 1969. január 2.) szlovák plébános, csehszlovák politikus, parlamenti képviselő, a második világháború alatt emigráns ellenálló.

## Élete
A szakolcai és nagyszombati gimnáziumokban tanult. Esztergomban végezte a teológiát, ahol pánszlávizmussal vádolták. A teológiát Innsbruckban folytatta, majd 1911. július 16.-án pappá szentelték Esztergomban. Sopornyán, Kesztölcön, 1912-től Krakoványban, 1913-tól Taszármalonyán, 1914-től Holicsban szolgált káplánként. 1915-1918 között tábori lelkész a hadseregben. 1919-től ismét holicsi káplán, majd 1921-től Dévényben szolgált.
1918-tól együttműködött Andrej Hlinkaval, akinek köszönhetően fontos pozíciókat szerzett a Szlovák Néppártban. 1922-ben a párt titkára lett, 1923-tól a Slovák felelős szerkesztője. A párt radikális szárnyához tartozott. 1925-ben a Hlinka Párt megválasztott prágai képviselője lett, s 1929-ben újból megválasztották. Még ugyanazon év májusában rezignál a főtitkári tisztségéről, mivel nem értett egyet a párt jelentősebb tagjainak szolidaritásával Tuka perében. Helyére Jozef Galovič lépett. A pártból való távozása után a Csehszlovák Néppárt szlovák szárnyában kezdett dolgozni. 1929-1931 között e párt képviselője volt Prágában. 1931-ben feladta képviselői mandátumát és vágsellyei plébános lett. Ez a vágsellyei magyar katolikusok hitéletének visszaszorulásához vezetett. 1938-tól Bélaház plébánosa. A Szlovák állam kikiáltása után 1939-ben rövid ideig Illaván raboskodott.
1939 decemberében Magyarországon és Jugoszlávián át Párizsba, majd 1940-ben a megszállás elől Londonba emigrált. Edvard Beneš környezetében dolgozott. 1940-1945 között az emigráns Beneš-féle csehszlovák állami tanács tagja, 1940-1942 között mint alelnök. Előbb Párizsban vezette a Csehszlovák Nemzeti Tanács rádiósugárzását. 1941-ben a Szlovák állam távollétében életfogytiglani börtönre ítélte, majd 1943-ban ezt 10 évi börtönre változtatták.
A háború után visszatért Csehszlovákiába. 1945 után a pozsonyi Egyházi birtokokért felelős Központi Igazgatóság elnöke. Előbb pozsonyi plébánosként (1946 Szent Márton plébánia) működött, majd 1951-től pozsonyi kanonok. 1952-től Pozsonyszentgyörgyön, majd Holicson plébános. 1966-ban nyugalomba vonult.
Előbb a Demokratikus Párt szimpatizánsa, majd az 1948-as fordulat után konformista lett (nemzeti pap). A kommunista rendszerhez lojális volt, szorosan együttműködött az egyházi ügyekért felelős szlovák hivatallal. Részt vállalt a katolikus papok békemozgalmának létrehozásában is. 
Az 1920-as években a Hlinka Párt négy folyóiratában vállalt szerkesztői munkákat (1923-1925 Koza szatirikus lap, 1923-1927 Slovák hetilap, 1924-1927 Slovák napilap, 1925-1926 Slovenské ľudové noviny hetilap). Gyakran közölt politikai cikkeket a Slovákban. Szerkesztői tevékenységét a második világháború után is folytatta (1947-1948 Nová práca katolikus szemle, Pútnik cyrilometodejský havilap, 1950-1951 Duchovný pastier folyóirat).

## Művei
- 1930 Obrana cirkevných majetkov. Bratislava. (képviselőházi beszéd)
- 1930 Hlavné patronátne právo v dejinách uhorských. Bratislava.
- 1935 Šaľa v dejinách. Nové Zámky.